# راديك كيرني
راديك كيرني (بالتشيكية: Radek Černý)‏، من مواليد 18 فبراير 1974 في التشيك، لاعب كرة قدم تشيكي.
بدأ مسيرته الكروية مع نادي سلافيا براغا في عام 1997، وفي عام 2005 تمت إعارته إلى نادي توتنهام هوتسبر الإنجليزي.
و هو يلعب مع منتخب التشيك لكرة القدم.

## روابط خارجية
- راديك كيرني على موقع الاتحاد الأوربي (الإنجليزية)
- راديك كيرني على موقع الاتحاد التشيكي (الإنجليزية)
- راديك كيرني على موقع قاعدة بيانات كرة القدم.إي يو (الإنجليزية)
- راديك كيرني على موقع ناشيونال فوتبول تيمز (الإنجليزية)
- راديك كيرني على موقع Soccerbase.com (لاعب) (الإنجليزية)
- راديك كيرني على موقع Soccerway.com (الإنجليزية)
- راديك كيرني على موقع عالم كرة القدم.نت (الإنجليزية)
- راديك كيرني على موقع AS.com (الإسبانية)